# Indarjit Singh
Indarjit Singh, baron Singh de Wimbledon (né le 17 septembre 1932), est un journaliste et animateur britannique, un Indien britannique actif dans le Dialogue interreligieux et les activités sikhes, et membre de la Chambre des Lords.
Il est rédacteur en chef du Messager sikh et connu en tant que présentateur de la Pensée du jour le segment sur la BBC Radio 4 « d'aujourd'hui le programme et la BBC Radio 2 » Pause pour la pensée. Il contribue également à des journaux et revues britanniques et étrangers, notamment The Times, The Guardian et The Independent.

## Biographie
Singh est né en 1932 à Rawalpindi, alors dans la province indienne britannique du Pendjab, et arrive en Angleterre avec ses parents en 1933. Son père est médecin. Il étudie l'ingénierie à l'Université de Birmingham. Entre 1955 et 1975, il travaillé dans les mines et le génie civil pour le National Coal Board, pour la société de construction Costain comme directeur de mine en Inde, et dans le gouvernement local à Londres.
Il conseille ou est membre d'organismes officiels, notamment la Commission pour l'égalité raciale et le Conseil consultatif du ministre de l'Intérieur sur les relations raciales. Il est directeur du Network of Sikh Organizations (Royaume-Uni) et représente régulièrement la communauté sikh lors d'occasions civiques telles que le Commonwealth Service et le Remembrance Day Service au cénotaphe de Whitehall, Londres. Il joue un rôle dans le mouvement interconfessionnel national et international, est parrain du Congrès mondial des confessions et membre du comité exécutif de l'Inter Faith Network UK. Il est invité au mariage du prince William de Galles et de Kate Middleton comme représentant de la foi sikh.
Sa participation au long métrage de la pensée du jour de l'émission Today de BBC Radio 4 dure de 1984 à 2019. Il est parti après des désaccords éditoriaux avec la BBC.

## Prix et distinctions
En 1989, il reçoit le Templeton Award pour services rendus à la spiritualité. En 1991, il reçoit le Médaillon interconfessionnel pour services rendus à la radiodiffusion religieuse. En 2004, il rejoint Benjamin Zephaniah et Peter Donohoe pour recevoir un doctorat honorifique (Doctor of Laws) de l'Université de Leicester. Il arrive deuxième derrière Bob Geldof dans le sondage People's Lord 2004 de la BBC Radio 4. Il est Officier de l'Ordre de l'Empire britannique (OBE) depuis juin 1996, Singh est nommé Commandeur de l'Ordre de l'Empire britannique (CBE) dans les honneurs du nouvel an 2009.
Sur recommandation de la Commission des nominations il est créé pair à vie Crossbencher (indépendant) le 12 octobre 2011 prenant le titre de baron Singh de Wimbledon, de Wimbledon dans le Borough londonien de Merton. Il est présenté à la Chambre des lords le 24 octobre 2011 étant le premier membre de la Chambre des lords à porter un turban.

## Vie privée
Lord Singh est marié à Kawaljit Singh. Ils ont deux filles et cinq petits-enfants.